# Armand Steurs

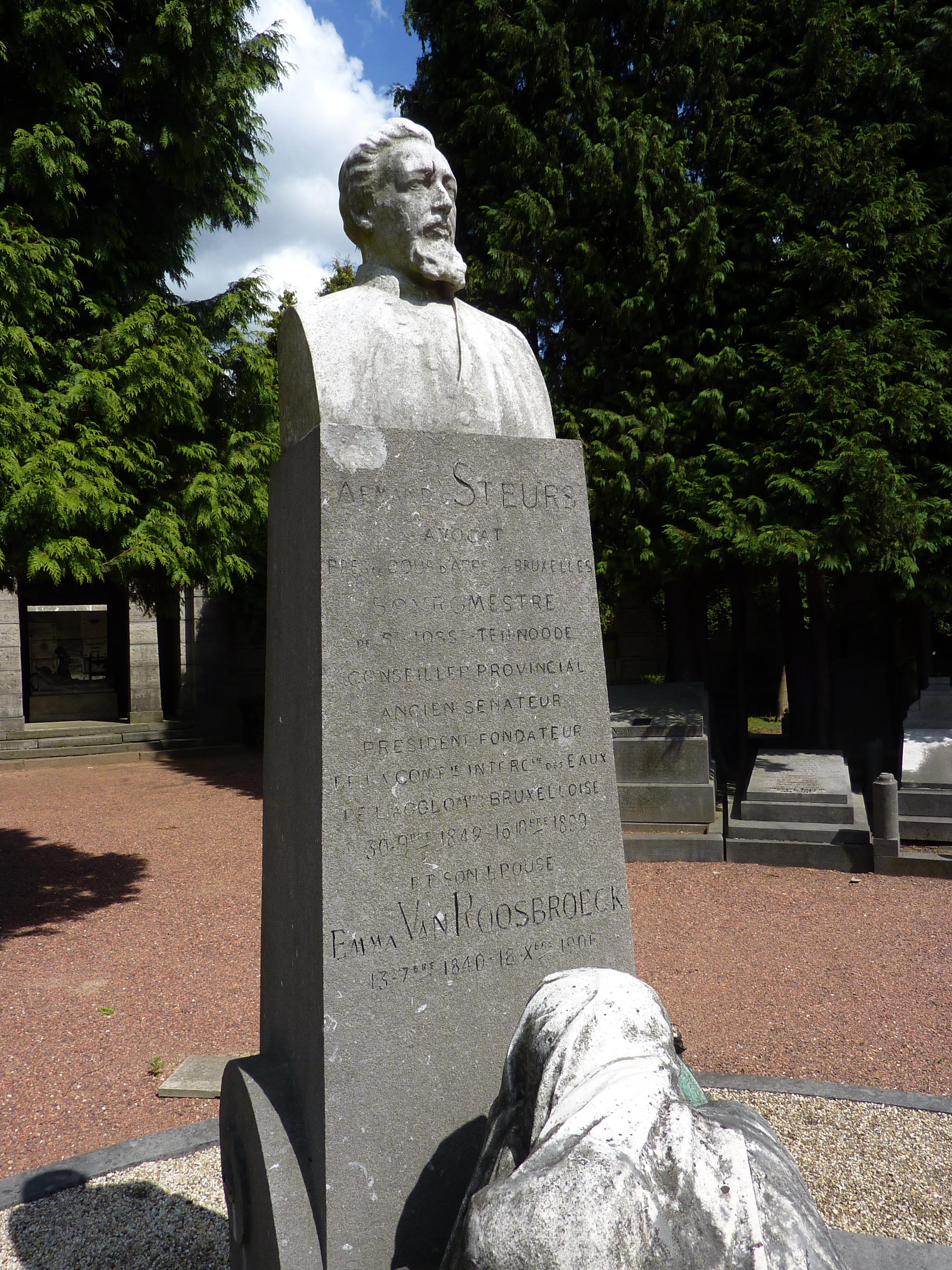
graf van Armand Steurs

Armand Louis Jean Steurs (Schaarbeek, 30 september 1842 - Sint-Jans-Molenbeek, 16 oktober 1899) was een Belgisch liberaal senator en burgemeester.

## Levensloop
Steurs was een zoon van Jean Steurs en van Albertine De Munter. Hij was getrouwd met Emma Van Roosbroeck. Hij was een broer van volksvertegenwoordiger Edmond Steurs.
Gepromoveerd tot doctor in de politieke en administratieve wetenschappen en in de rechten aan de Universiteit van Luik (1864) vestigde hij zich als advocaat bij de balie van Brussel.
In 1892 werd hij senator voor het arrondissement Brussel en vervulde dit mandaat tot in 1894.
Hij was provincieraadslid in 1898-1899 en burgemeester (1885-1899) in Sint-Joost-ten-Node.
Verder was hij:
- medestichter en voorzitter van de Brusselse intercommunale voor waterbedeling,
- bestuurder van de Société de dépôts et de crédit,
- medestichter van de Vereniging voor Kinderbescherming,
- bestuurslid van de Vereniging voor hulpverlening aan de schamele armen.

Er is een Armand Steurssquare in Sint-Joost-ten-Node.